# Milton William Cooper
Milton William "Bill" Cooper (6 tháng 5 năm 1943 – 5 tháng 11 năm 2001) là một nhà lý thuyết âm mưu, phát thanh viên và tác giả người Mỹ nổi tiếng với cuốn sách năm 1991 Behold a Pale Horse (Kìa một con ngựa nhợt nhạt), trong đó ông cảnh báo về nhiều âm mưu toàn cầu, một số liên quan đến người ngoài hành tinh. Cooper cũng mô tả HIV/AIDS là một căn bệnh do con người gây ra được sử dụng để nhắm mục tiêu vào người da đen, dân gốc Tây Ban Nha và đồng tính luyến ái, và rằng một phương pháp chữa trị đã được làm ra trước khi nó được hoàn chỉnh. Ông từng được mô tả như là một "lý thuyết gia về dân quân".

## Thiếu thời
Người ta biết rất ít về sơ yếu lý lịch và trình độ học vấn của Cooper, ngoài những thông tin được cung cấp trong tài liệu của chính ông. Ông tuyên bố đã phục vụ trong Hải quân Mỹ, Không quân Mỹ và Tình báo Hải quân cho đến khi ông xuất ngũ năm 1975; tuy nhiên, hồ sơ công khai chỉ cho thấy thời gian phục vụ trong Hải quân với bậc lương E-5/Trung sĩ (Hạ sĩ nhì trong Hải quân), bao gồm một chuyến công tác tại Việt Nam với hai huy chương quân công. Sau đó, ông theo học một trường đại học cộng đồng ở California, và làm việc cho một số trường kỹ thuật và dạy nghề trước khi đưa ra các thuyết âm mưu của mình, bắt đầu vào năm 1988. Cooper mở rộng suy đoán của những kẻ âm mưu trước đó bằng cách kết hợp sự tham gia của chính phủ với người ngoài hành tinh làm chủ đề trung tâm.

## Behold a Pale Horse
Cooper miệt mài viết và cho xuất bản cuốn Behold a Pale Horse vào năm 1991. Cuốn sách từng có ảnh hưởng trong số "giới quân sự và UFO". Ngay trước phiên tòa xét xử Terry Nichols năm 1997, The Guardian đã mô tả nó là "tuyên ngôn của phong trào dân quân".
Theo nhà xã hội học Paul Gilroy, Cooper đã tuyên bố "một thuyết âm mưu phức tạp bao gồm vụ ám sát Kennedy, những việc làm của chính phủ thế giới ngầm, kỷ băng hà sắp tới và một loạt các hoạt động bí mật khác liên quan đến tuyên bố chiến tranh với dân Mỹ của Illuminati". Nhà khoa học chính trị Michael Barkun đã mô tả nó là "trong số các lý thuyết siêu âm mưu phức tạp nhất", và cũng có ảnh hưởng nhất do sự phổ biến của nó trong giới dân quân cũng như các nhà sách chính thống. Nhà sử học Nicholas Goodrick-Clarke mô tả cuốn sách như một "mớ lộn xộn gồm những huyền thoại âm mưu xen kẽ với việc tái bản luật hành pháp, tài liệu chính thức, báo cáo và các tài liệu ngoại lai khác được thiết kế để thể hiện viễn cảnh lờ mờ của một chính phủ thế giới áp đặt lên người dân Mỹ chống lại mong muốn của họ và trong sự khinh miệt trắng trợn bản Hiến pháp."

### HIV/AIDS
Trong Behold a Pale Horse, Cooper đề xuất rằng AIDS là kết quả của một âm mưu làm giảm dân số của người da đen, dân gốc Tây Ban Nha và đồng tính luyến ái. Năm 2000 Bộ trưởng Bộ Y tế Nam Phi Manto Tshabalala-Msimang đã phải hứng chịu sự chỉ trích vì việc phân phối chương thảo luận về lý thuyết này cho các quan chức chính phủ cao cấp của Nam Phi. Nicoli Nattrass, một nhà phê bình lâu năm của phe phủ nhận AIDS, đã chỉ trích Tshabalala-Msimang vì vay mượn hợp pháp các lý thuyết của Cooper và phổ biến chúng ở châu Phi.

### UFO, người ngoài hành tinh và Illuminati
Cooper đã gây một sự náo động trong giới UFO học vào năm 1988 khi ông tuyên bố đã nhìn thấy các tài liệu bí mật khi còn trong Hải quân mô tả các mối quan hệ của chính phủ với người ngoài hành tinh, một chủ đề mà ông mở rộng trong Behold a Pale Horse. (Dựa theo lời kể lại thì ông từng là một viên "thư ký cấp thấp" trong Hải quân, và như vậy sẽ không có giấy phép an ninh cần thiết để tiếp cận các tài liệu được phân loại.) Giới nghiên cứu UFO về sau đã khẳng định rằng một số tài liệu mà Cooper tuyên bố là có nhìn thấy trong đống tài liệu Tình báo Hải quân thực sự là đạo văn từ nghiên cứu của họ, bao gồm một số đồ vật mà các nhà UFO học bịa là trò đùa. Don Ecker của tờ UFO Magazine từng đứng ra điều hành một loạt các buổi triển lãm về Cooper vào năm 1990.
Cooper kết nối Illuminati với niềm tin của mình rằng người ngoài hành tinh có liên quan bí mật với chính phủ Mỹ, nhưng sau đó rút lại những tuyên bố này. Ông cáo buộc Tổng thống Dwight D. Eisenhower đã đàm phán một hiệp ước với người ngoài hành tinh vào năm 1954, sau đó thiết lập một nhóm nội bộ của Illuminati để quản lý mối quan hệ với họ và giữ bí mật về sự hiện diện của họ với công chúng. Cooper tin rằng người ngoài hành tinh "đã mặc sức thao túng/hoặc cai trị loài người thông qua các hội nhóm bí mật, tôn giáo, ma thuật, phù thủy và huyền bí khác nhau", và ngay cả Illuminati cũng vô tình bị họ thao túng.
Cooper mô tả Illuminati là một tổ chức quốc tế bí mật, được kiểm soát bởi Hội nghị Bilderberg, có âm mưu với Hội Hiệp sĩ Columbus, Hội Tam Điểm, Skull and Bones và các tổ chức khác. Mục tiêu cuối cùng của nó, ông nói, nhằm thiết lập một Trật tự thế giới mới. Theo Cooper, những kẻ âm mưu của Illuminati không chỉ ngụy tạo các mối đe dọa từ người ngoài hành tinh vì lợi ích của chúng mà còn tích cực âm mưu với người ngoài hành tinh để chiếm lấy thế giới. Cooper tin rằng cú ngã chí mạng của James Forrestal từ một cửa sổ trên tầng mười sáu của Bệnh viện Bethesda đã được kết nối với ủy ban bí mật bị cáo buộc là Majestic 12, và các nhà khoa học nhóm cố vấn JASON đã báo cáo với một nhóm ưu tú của Ủy ban Ba bên và các thành viên ủy ban điều hành Hội đồng Quan hệ đối Ngoại đều là thành viên cấp cao của Illuminati.
Cooper cũng tuyên bố rằng thuyết âm mưu phe chống Do Thái làm giả Kỷ yếu Hội Trưởng lão Zion thực sự là một tác phẩm của Illuminati, và hướng dẫn người đọc thay thế "Sion" thành "Zion", "Illuminati" thành "người Do Thái", và "gia súc" thành "Goyim".

### Vụ ám sát Kennedy
Trong Behold a Pale Horse, Cooper khẳng định rằng Tổng thống John F. Kennedy bị ám sát vì ông sắp tiết lộ rằng người ngoài hành tinh đang trong quá trình chiếm lấy Trái Đất. Theo một video "tuyệt mật" về vụ ám sát mà Cooper tuyên bố đã phát hiện ra, người lái chiếc limousine của tổng thống, William Greer, đã sử dụng "một thiết bị áp suất khí được phát triển bởi người ngoài hành tinh từ Ủy ban Ba bên" để bắn tổng thống từ chỗ ngồi của tài xế. Bộ phim Zapruder cho thấy Greer hai lần quay đầu nhìn vào ghế sau của chiếc xe; Cooper đưa ra giả thuyết rằng Greer trước tiên quay sang đánh giá tình trạng của Kennedy sau cuộc tấn công từ bên ngoài, và sau đó bắn phát súng chí tử. Các thuyết âm mưu liên quan đến Greer được cho là "quả cầu tuyết bị lăn" sau khi xuất bản Behold a Pale Horse. Theo một nguồn tin, video của Cooper nhằm chứng minh lý thuyết của ông đã được phân tích bởi một số đài truyền hình, và bị phát hiện là "... một bộ phim giả mạo chất lượng kém bằng cách sử dụng các đoạn của... phim Zapruder."

## Cái chết
Khi Cooper rời khỏi cộng đồng UFO học và hướng tới lực lượng dân quân và tiểu văn hóa chống chính phủ vào cuối những năm 1990, ông đã bị thuyết phục rằng mình đang bị Tổng thống Bill Clinton và Sở Thuế vụ nhắm vào. Tháng 7 năm 1998, ông bị buộc tội trốn thuế; lệnh bắt giữ được ban hành, nhưng Cooper đã cố né tránh lệnh này nhiều lần. Năm 2000, ông được mệnh danh là "kẻ trốn tránh chính yếu" bởi Cảnh sát Tư pháp.
Ngày 5 tháng 11 năm 2001, các phó cảnh sát trưởng của quận Apache đã cố gắng bắt giữ Cooper tại nhà riêng của ông ở Eagar, Arizona với cáo buộc tấn công nghiêm trọng bằng vũ khí chết người và gây nguy hiểm xuất phát từ tranh chấp với cư dân địa phương. Sau màn đấu súng mà Cooper nhắm bắn một trong những viên phó cảnh sát trưởng vào đầu, Cooper đã bị bắn trọng thương. Chính quyền liên bang đưa tin rằng Cooper đã mất nhiều năm để trốn tránh lệnh bắt giữ năm 1998, và theo phát ngôn viên của Cảnh sát Tư pháp, ông thề rằng "ông sẽ không bị bắt sống".

## Tác phẩm

### Sách
- Cooper, Milton William (1991). Behold a Pale Horse. Light Technology Publications. ISBN 0-929385-22-5.

### Phát thanh
Mark Potok, phát ngôn viên của Trung tâm Luật Nghèo miền Nam, lưu ý rằng Cooper nổi tiếng trong phong trào dân quân cho chương trình phát thanh sóng ngắn chống chính phủ của ông. Được biết, kẻ đánh bom Thành phố Oklahoma Timothy McVeigh từng là người hâm mộ chương trình này. Chương trình, được phát sóng từ năm 1993 đến năm 2001, có tựa đề là The Hour of the Time.